# 越谷郵便局
越谷郵便局（こしがやゆうびんきょく）は、埼玉県越谷市にある郵便局。民営化前の分類では集配普通郵便局であった（現在は集配機能を廃止）。局番号は03022。

## 概要
住所：〒343-0025 埼玉県越谷市大沢4-6-15

### 併設施設
- ゆうちょ銀行越谷店（さいたま支店越谷出張所）：取扱店番号030220

## 沿革
- 1872年8月4日（明治5年7月1日） - 越ケ谷郵便取扱所として開設[1]。
- 1873年（明治6年） - 越ケ谷郵便役所となる[1]。
- 1875年（明治8年）1月1日 - 越ケ谷郵便局（四等）となる[1]。
- 1885年（明治18年）6月1日 - 貯金取扱を開始[1]。
- 1895年（明治28年）3月26日 - 越ケ谷郵便電信局となる[1]。
- 1903年（明治36年）4月1日 - 通信官署官制の施行に伴い越ケ谷郵便局となる[1]。
- 1955年（昭和30年）2月1日 - 越谷郵便局に改称[2]。
- 1960年（昭和35年）7月 - 局舎新築落成。
- 1960年（昭和35年）11月1日 - 特定郵便局から普通郵便局に局種別改定。
- 1963年（昭和38年）3月3日 - 電話通話・交換、和文電報受付・配達の各事務を越谷電報電話局に移管。
- 1966年（昭和41年）10月1日 - 東武伊勢崎線を経由する鉄道郵便輸送（東京伊勢崎線）が廃止[3]。専用自動車に転換。
- 1971年（昭和46年）6月28日 - 越谷市越ケ谷三丁目から同市大沢四丁目に移転するとともに、和文電報受付および電話通話業務を開始。
- 1986年（昭和61年）4月 - 局舎落成。
- 1993年（平成5年）7月1日 - 外国通貨の両替および旅行小切手の売買に関する業務の取扱を開始。
- 2003年（平成15年）4月 - 当局にてJapan Post Systemの試行を開始。
- 2006年（平成18年）11月20日 - 小包郵便における地域区分局の業務を、同日設置された新越谷郵便局（〒343-9799、民営化後の郵便事業新越谷支店）に、小包以外の郵便物における同業務をさいたま新都心郵便局（〒330-9799）に移管。
- 2007年（平成19年）10月1日 - 民営化に伴い、集配業務・ゆうゆう窓口の運営を郵便事業越谷支店に、貯金関連業務をゆうちょ銀行越谷店に、それぞれ移管。
- 2011年（平成23年）12月 - 長時間労働を放置しているとして、厚生労働省の労働基準監督署・総務省・日本郵便の監査部門と3者から、船橋郵便局と共に立ち入り調査を受ける[4]。
- 2012年（平成24年）
  - 9月15日 - ゆうゆう窓口の24時間営業を廃止。
  - 10月1日 - 改正郵政民営化法の施行に伴い、日本郵便株式会社の誕生。旧郵便事業会社越谷支店は旧郵便局会社越谷郵便局と統合され、越谷郵便局となる。
- 2017年（平成29年）2月6日 - 郵便集配業務およびゆうゆう窓口・私書箱を新越谷郵便局へ継承[5][6]。当局およびゆうちょ銀行越谷店の郵便番号が専用番号から住所に割り当てられた番号である〒343-0025に変更された[7]。

## 取扱内容

### 越谷郵便局
- 郵便、印紙、ゆうパック、内容証明、国際返信切手券
- 生命保険、バイク自賠責保険、自動車保険、がん保険、引受条件緩和型医療保険

### ゆうちょ銀行越谷店
- 貯金、貸付、為替、振替、振込、国際送金、外貨両替、国債、投資信託、変額年金保険
- ATM

## 周辺
- 久伊豆神社
- 越谷アリタキ植物園（旧・アリタキアーボレータム）
- 埼玉県立越ヶ谷高等学校
- 元荒川

## アクセス
- 東武伊勢崎線 北越谷駅（西口）[8]から徒歩約13分
- 茨急バス 大沢四丁目停留所下車
- 東北自動車道 浦和ICから東へ、もしくは東京外環自動車道 草加ICから北へそれぞれ約6km
- 駐車場あり：18台